# Kair House
Kair House era un grande accampamento romano del III secolo. In quell'epoca l'imperatore Settimio Severo tentò di conquistare ed annettere all'Impero romano per l'ultima volta la Scozia settentrionale.

## Storia
Settimio Severo nel 208 si spinse a nord del Vallo Antonino con circa 10.000 legionari e truppe ausiliarie e creò una serie di fortificazioni nell'Aberdeenshire. Uno degli accampamenti maggiori che fece in Caledonia (nome romano della Scozia) fu quello di Kair House. Infatti l'accampamento di Kair House fu uno di una serie (fino a quello di Muiryfold) nella Caledonia settentrionale ad essere usato dalle sei legioni di Settimio Severo e suo figlio Caracalla, nell'ultimo tentativo romano di assoggettare tutta la Scozia. Kay House fu abbandonato intorno al 212 e fu riscoperto solo nel 1945, grazie a fotografie aeree. Comunque altri autori, come Jones, credono invece che l'accampamento di Kair House fu fatto da Giulio Agricola nel primo secolo e forse nelle sue vicinanze fu combattuta la Battaglia del Monte Graupio. Infatti affermano che Agricola vi fece un piccolo accampamento, abbandonato poi fino ai tempi di Settimio Severo quando fu fatto l'attuale accampamento sui resti di quello di Agricola.

## Caratteristiche

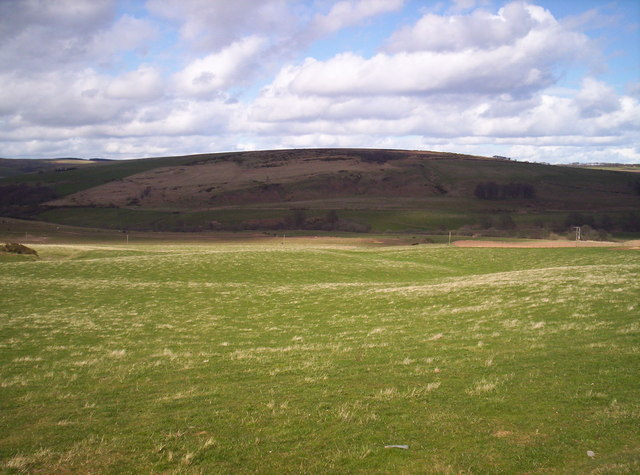
Nelle vicinanze di "Droop Hill" (Aberdeenshire) si trovava l'accampamento Kair House

Kair House misurava oltre 48 ettari ed era protetto da fossati ancora riconoscibili da fotografie aeree. L'accampamento aveva due porte protette ognuna da titulum (terrapieno protettivo di fronte alla porta). Il piccolo fiume "Berviewater" lo proteggeva da un lato. Kair House si trovava in una fertile zona agricola, a poche miglia romane dal mare del Nord. Era probabilmente collegato al Forte di Stracathro ed al Gask Ridge da una via di comunicazione, che continuava a nord verso il porto di Deva (attuale Aberdeen).